# Pheidole radoszkowskii

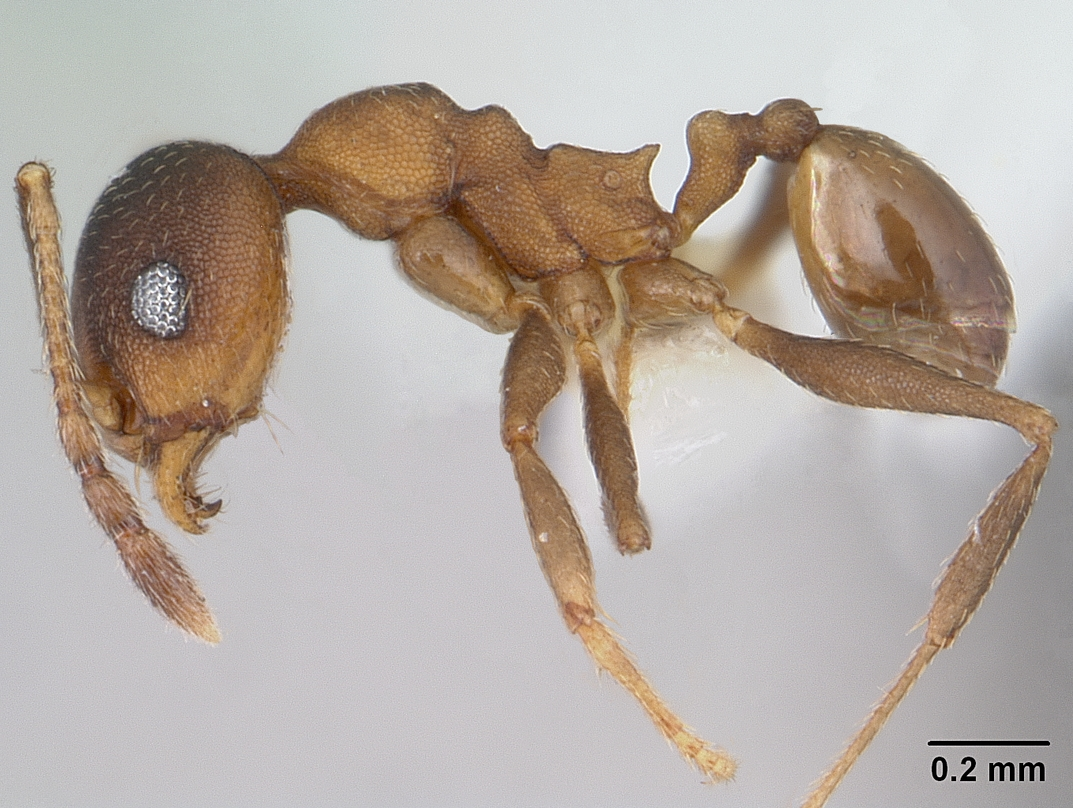
Рабочий сбоку

Pheidole radoszkowskii (лат.) — вид муравьёв рода Pheidole из подсемейства Myrmicinae (Formicidae). Новый Свет.

## Распространение
Северная Америка: Гватемала, Коста-Рика, Мексика, Никарагуа, Панама, Ямайка. Южная Америка: Аргентина, Боливия, Бразилия, Парагвай, Перу, Французская Гвиана.

## Описание
Мелкие с узким телом муравьи (около 2 мм), солдаты красновато-коричневого цвета, рабочие буровато-чёрные (усики и ноги светлее; характерные для рода большеголовые солдаты крупнее, до 3 мм). Проподеум выпуклый. Затылочный край головы вогнутый. Усики рабочих 12-члениковые с 3-члениковой булавой. Скапус усиков солдат очень короткий (длина 0,56 мм), в несколько раз короче головы. Ширина головы крупных солдат — 1,08 мм (длина головы — 1,08 мм). Ширина головы мелких рабочих 0,54 мм, длина головы 0,60 мм, длина скапуса — 0,66 мм. Стебелёк между грудкой и брюшком состоит из двух члеников: петиолюса и постпетиолюса (последний четко отделен от брюшка). Pheidole radoszkowskii относится к видовой группе Pheidole diligens Group и сходен с видами Pheidole diligens, Pheidole inversa и Pheidole pugnax. Вид Pheidole radoszkowskii был впервые описан в 1884 году австрийским мирмекологом Густавом Майром. Видовое название дано в честь российского энтомолога и генерала Октавия Ивановича Радошковского (O. Radoszkowsky), автора списка муравьёв Кайенны (Французская Гвиана).